# Hibiki (ferry)
Pour les autres navires du même nom, voir Hibiki (navire).
Le Hibiki (ひびき, Hibiki) est un ferry de la compagnie japonaise Hankyu Ferry. Construit entre 2014 et 2015 aux chantiers Mitsubishi Heavy Industries de Shimonoseki, il navigue depuis avril 2015 sur les liaisons vers Kitakyūshū, au nord-est de l'île de Kyūshū, depuis Ōsaka.

## Histoire

### Origines et construction
Au début des années 2010, la compagnie Hankyu Ferry commence à se pencher sur le remplacement des jumeaux Ferry Settsu et Ferry Suou actuellement en service entre Ōsaka et Kitakyūshū. Dès 2013, la compagnie passe alors commande d'une nouvelle paire aux chantiers Mitsubishi Heavy Industries de Shimonoseki. 
Baptisés Izumi et Hibiki, les futurs navires constituent la première commande de navires neufs de Hankyu Ferry depuis plus de dix ans. Ils présentent des dimensions similaires à celles du Yamato et du Tsukushi à la différence que leur largeur est augmentée de 3,20 mètres par rapport aux précédents navires, ce qui permet une capacité de roulage supérieure de 20%, portant celle-ci à 191 remorques et 184 véhicules. Si capacité passagère est revue à la baisse avec un total de 643 personnes, les installations leur étant dédiée voient toutefois leur surface multipliée par 1,5. Les intérieurs sont conçus à la manière d'un hôtel en bord de mer et, de ce fait, plus confortables qu'à l'accoutumée. Sur le plan technique, ces navires sont équipés de différents systèmes sophistiqués permettant de réduire leur consommation et leurs empreintes carbone. 
Le Hibiki est mis sur cale à Shimonoseki dans le courant de l'année 2014 et lancé le 25 novembre suivant en présence de Keiko Tsuji, gagnante de l'édition 2014 du concours Miss Univers Japon. Après quatre mois et demi de finitions, le Hibiki est livré à Hankyu Ferry le 16 avril 2015.

### Service
Le Hibiki est mis en service le 21 avril 2015 entre Ōsaka et Kitakyūshū, pratiquement trois mois après son jumeau l‘Izumi. Les deux navires seront élus « navires de l'année 2015 » par une revue maritime japonaise.
Tout comme son jumeau quelques mois auparavant, le Hibiki se voit équipé au cours de son arrêt technique effectué entre septembre et octobre 2020 d'un système d'épuration de fumée, communément appelé scrubber, visant à réduire ses émissions de soufre. L'installation du dispositif entraîne alors l'adjonction d'un bloc devant sa cheminée.

## Aménagements
Le Hibiki possède 8 ponts. Si le navire s'étend en réalité sur 10 ponts, deux d'entre eux sont inexistants au niveau des garages afin de permettre au navire de transporter du fret. Les locaux passagers occupent les ponts 5, 6 et 7 tandis que l'équipage loge à l'avant du pont 7, et l'arrière du pont 6. Les garages se situent sur les ponts 1, 2, 3, 4 ainsi qu'à l'arrière du pont 5.

### Locaux communs
Les aménagements du Hibiki se composent essentiellement d'un restaurant situé au pont 6 au milieu du navire ainsi que d'un fumoir dans un petit salon à l'avant, des promenades intérieures, une grande terrasse extérieure sur le pont 7 et des installations dédiées au divertissement sur le pont 5 telles qu'un karaoké, une salle d'arcade et une salle de jeux pour enfants. Le navire est également équipé sur le pont 7 de deux bains publics traditionnels japonais avec vue sur la mer (appelés sentō), l'un pour les hommes à tribord, l'autre pour les femmes à bâbord, ainsi qu'une une boutique sur le pont 5.

### Cabines
À bord du Hibiki, les cabines sont situées à l'avant des ponts 5, 6 et 7. Ainsi, le navire est équipé de deux suites Royales d'une capacité de deux personnes, vingt suites classiques d'une capacité de deux personnes, 29 cabines Deluxe à trois et quatre à quatre de style japonais et occidental ainsi que six cabines à trois de style japonais, 20 cabines à quatre de style occidental. Le navire comporte aussi douze dortoirs à 16 places, dont deux réservés aux femmes, six dortoirs de style japonais d'une capacité de 14 personnes ainsi que 28 cabines individuelles.

## Caractéristiques
Le Hibiki mesure 195 mètres de long pour 29,60 mètres de large, son tonnage est de 15 897 UMS (ce qui n'est pas exact, le tonnage des car-ferries japonais étant défini sur des critères différents). Il peut embarquer 643 passagers et possède un spacieux garage pouvant embarquer 191 remorques et 184 véhicules. Le garage est accessible par l'arrière au moyen d'une porte rampe axiale mais aussi par l'avant. La propulsion du Hibiki est assurée par deux moteurs diesel Wärtsilä 12V38C développant une puissance de 17 400 kW entrainant deux hélices à pas variables Nakashima XL-135EP faisant filer le bâtiment à une vitesse de 23,5 nœuds. Il est aussi doté de deux propulseurs d'étrave ainsi qu'un stabilisateur anti-roulis. Les dispositifs de sécurité sont essentiellement composés de radeaux de sauvetage mais aussi d'une embarcation semi-rigide de secours. Depuis 2020, le navire est équipé de scrubbers, dispositif d'épuration des fumées permettant de réduire les émissions de soufre.

## Lignes desservies
Depuis sa mise en service, le Hibiki est affecté principalement entre Ōsaka et Kitakyūshū qu'il effectue en traversée de nuit. 